# Vân Đồn (xã)
Vân Đồn là một xã thuộc huyện Đoan Hùng, tỉnh Phú Thọ, Việt Nam.
Xã Vân Đồn có diện tích 16,48 km², dân số năm 1999 là 4755 người, mật độ dân số đạt 289 người/km².